# Arquería turca

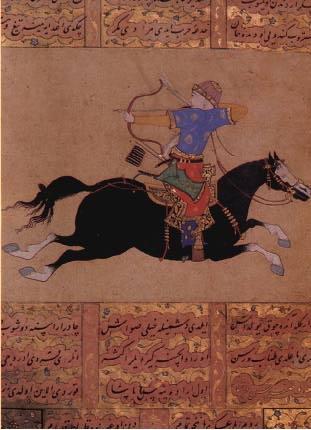
Arquero a caballo otomano.

La arquería turca es una tradición de tiro con arco que se desarrolló en el Imperio Otomano, aunque sus orígenes datan de las técnicas de arquería turcas antiguas practicadas en la estepa euroasiática, documentadas en el segundo milenio a. C.
Es un deporte que se popularizó durante el imperio otomano y se practica con un arco compuesto curvilíneo, hecho de madera y cuerno que se puede tensar con ayuda de los pies o únicamente con los brazos. Cuando se usaba en la guerra, se lanzaban varias flechas de manera sucesiva antes de la recarga, que se sujetaban entre los dedos de la mano que tensaba la cuerda. Los arqueros solían ir montados a caballo para alcanzar mayor velocidad y se integraron al ejército otomano a pesar de la crisis de la arquería frente al auge de las armas de fuego.
Estos guerreros practicaban en tiempos de paz y dieron pie a la variante deportiva del tiro con arco, que se practicó asiduamente desde el siglo XVIII hasta la década de 1930.

## Historia
A partir de la decadencia del tiro con arco para fines militares después de la batalla de Lepanto, los fabricantes de arcos turcos perfeccionaron el modelo con fines de caza, obteniendo lo que ahora se puede considerar el mejor arco de caza tradicional. Se empezó a practicar el tiro con arco como deporte, y los arqueros turcos se especializaron en armas que eran particularmente buenas para imprimir alta velocidad a flechas muy ligeras.
El deporte del tiro con arco se redujo gradualmente hasta el reinado de Mahmud II, que hizo grandes esfuerzos para reactivarlo. También ordenó al estudioso de tiro con arco Mustafa Kani que escribiera un libro sobre la historia, la construcción y el uso de estos arcos, del que procede la mayor parte de lo que se conoce actualmente de la arquería turca.  Después de la muerte de Mahmud II en 1839, el tiro con arco retomó su declive.
El arte vivo de la arquería turca se perdió en la década de 1930 con la muerte del último arquero y famoso calígrafo Neçmeddin Okyay, marcando el fin de este tipo de arma.

## Equipamiento

### Arco turco

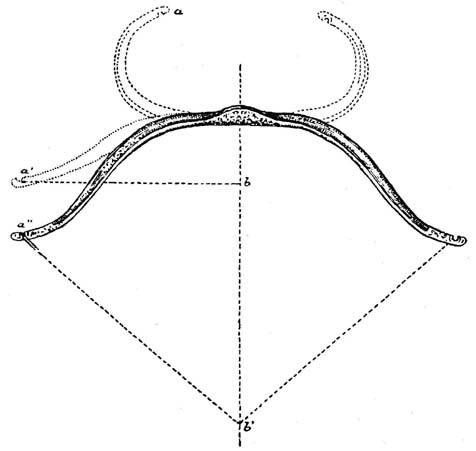
Arco turco

El arco turco es un arco compuesto curvilíneo utilizado en el Imperio Otomano. La construcción es similar a la de otros arcos compuestos asiáticos clásicos, con un núcleo de madera —el arce era el más deseable—, una tira de cuerno de animal en el vientre del arco —la que señala el tirador— y unos tendones en los extremos, con las capas protegidas y unidas con cola animal.
Sin embargo, varias características del arco turco son diferentes a las de otros. La curvatura tiende a ser más extrema cuando el arco no está montado, formando la letra «C». En algunos arcos, las puntas rígidas de los extremos («kasan») incluso se tocan. El área de adherencia no está empotrada, como en otros arcos asiáticos, y es bastante plana en el vientre, mientras que la parte delantera de la empuñadura sobresale hacia el exterior.
La curvatura dramática de los arcos los hace muy diferentes a los arcos más rectos que se encuentran en Europa. Hay un dicho antiguo en Turquía que dice que hay «120 formas de encordar un arco», aunque los métodos más comunes consisten en estar sentado en el suelo con los pies presionados contra la empuñadura. Los arcos más pesados normalmente requieren el uso de una correa larga, llamada «kemend», tirar las extremidades hacia atrás y mantenerlas mientras la cuerda está tensa.
Durante muchos años se pudo ver la excelencia de los arcos turcos desde los récords históricos. En 1910 se celebró un concurso de arquería en la playa de Le Touquet (Francia), donde Ingo Simon pudo disparar una flecha a 434 m con arco compuesto turco que requería una fuerza de 440 N.

### Zihgir
Zihgir es la palabra turca para el anillo de guerra que se utilizaba para tirar con arco en el Imperio otomano. Los anillos de arquero turcos eran de madera, metal, marfil, hueso, cuerno o cuero. Estos anillos significaban que la persona que los llevaba era un guerrero. Con el tiempo se convirtieron en un símbolo de prestigio en la sociedad otomana, y algunos ejemplos posteriores tenían tanta ornamentación en la superficie que la cuerda del arco se deslizaba y no se podían utilizar para disparar. Los ejemplos que sobreviven son a menudo hechos de metales preciosos y ricamente decorados. Algunos están cortados con piedras preciosas.

### Siper y majra

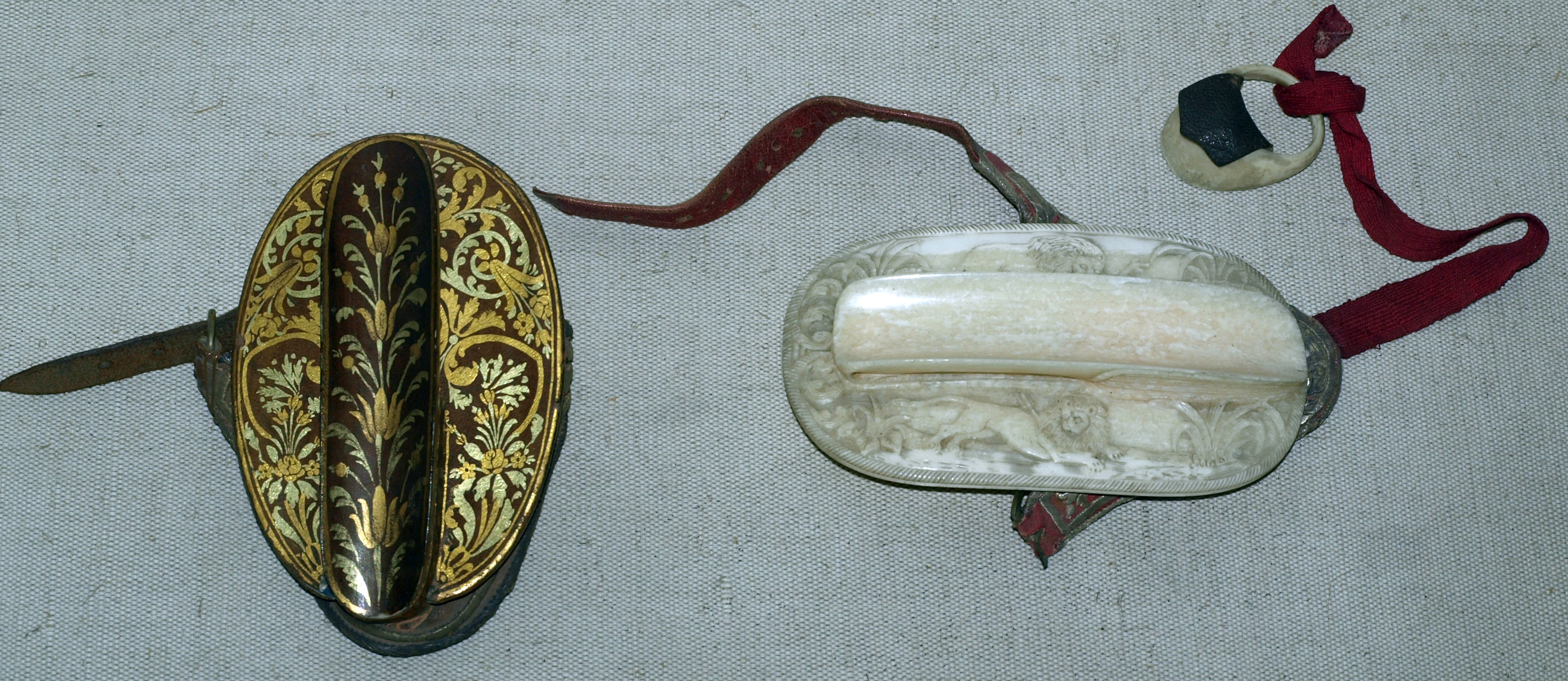
Dos ejemplares de siper. Museo del armamento Topkapi Saray, Estambul.

El siper y la majra (o navak ) son dispositivos usados para disparar flechas más allá de la extremidad delantera del arco donde la flecha normalmente descansa.
El siper es un tipo de estante en forma de tubo adherido a la mano del arquero, que permite que el arquero pueda retirar el arco más hacia atrás para obtener la máxima cantidad de fuerza detrás de la flecha. Es más utilizado en el tiro con arco para conseguir la mayor distancia.
La majra es una madera con un canal cortado, cubierta con una tela delgada, y con un pequeño bucle para la mano del arquero. El dispositivo permite que el arquero retenga flechas mucho más cortas de lo que se pretendía para el arco. Hay algún debate entre los historiadores si este dispositivo estaba diseñado para disparar flechas que eran demasiado cortas para que el enemigo se retirara, o si era una forma de reutilizar las flechas cortas disparadas por los ballesteros chinos. En los tiempos modernos, se utiliza principalmente en el tiro con arco para disparar flechas más cortas y más ligeras.

## Técnica
Al igual que muchos otros estilos de arco de oriente, el tiro al arco turco utiliza un «tiro de pellizco», que emplea un tipo de adherencia llamada «mandal». Esta adherencia evita que la flecha se mueva si el arquero está en un caballo y / o pueda disparar en un ángulo inusual. El encordamiento en sí mismo es relativamente corto, generalmente bajo la barbilla o la mejilla, en comparación con los estilos de arquería de China o Japón, donde la flecha lanzada pasa de la cabeza. Cuando se lanza la flecha, el brazo se mantiene relativamente estable, en lugar de permitir que el brazo gire hacia atrás.
Los arqueros turcos desarrollaron varias técnicas únicas que utilizaban en combate. Una era la práctica de sostener varias flechas entre los dedos de la mano que tiraba la cuerda, permitiendo repeticiones rápidas. Otro era el «jarmakee», que consistía en encordar el arco con el brazo por detrás de la cabeza y que les permitía tirar la flecha en un ángulo bajo y hacia abajo. Esto fue utilizado para disparar desde arriba de las paredes a las tropas enemigas.